# Megan Hilty
Megan Kathleen Hilty (née le 29 mars 1981) est une actrice et chanteuse américaine connue pour ses rôles dans plusieurs comédies musicales de Broadway dont celui de Glinda dans Wicked et son interprétation de Doralee Rhodes dans 9-5: The Musical.

## Biographie
Megan est née à Bellevue, Washington et est la fille de Jack et Donna Hilty. Elle commence à prendre des cours de chant à l'âge de 12 ans et étudie au lycée Sammamish à Bellevue puis à la Washington Academy of Performing Arts Conservatory de Redmond, Washington. En 2004, elle est diplômée de la Carnegie Mellon School of Drama et est un membre de l'Actors' Equity Association. Elle est récipiendaire de la Société nationale des Arts et des Lettres avec un prix d'excellence en théâtre musical.
Peu de temps après avoir terminé ses études à l'université Carnegie Mellon, elle auditionne pour la comédie musicale Wicked. Elle obtient un rôle et déménage à New York en août 2004. Elle fait ses débuts dans le spectacle sous le rôle de Galinda, avant de prendre le rôle principal de Jennifer Laura Thompson à partir du 31 mai 2005. Elle jouera ce rôle pendant un an, jusqu'au 28 mai 2006.
Elle est ensuite engagée dans ce même rôle pour la première tournée nationale du spectacle de septembre à décembre 2006. Peu de temps après, elle joue un nouveau rôle dans une production à Los Angeles. Hilty quitte la production le 18 mai 2008.
Hilty joue ensuite dans une comédie musicale intitulée Vanities, en Californie. En plus de son travail sur scène, Hilty fait des apparitions dans différentes émissions de télévision, dont The Closer : L.A. enquêtes prioritaires, La Vie de palace de Zack et Cody, Ugly Betty, Les Experts, Desperate Housewives et Shark. Elle prête également sa voix aux parties chantées de Blanche-Neige dans le film d'animation Shrek le troisième.
À l'automne 2008, Hilty rejoint l'ensemble de la nouvelle adaptation de 9 to 5: The Musical. La production a été réalisée par Joe Mantello, directeur de Wicked, et a fait ses débuts au Ahmanson Theatre de Los Angeles, à partie du 9 septembre 2008. La comédie musicale a commencé à Broadway au Marquis Theatre le 7 avril 2009, avec une ouverture officielle le 30 avril 2009. Le spectacle se termina le 6 septembre 2009. Pour ce rôle, Hilty a été nommée pour le Outer Critics Circle Award comme Meilleure Actrice dans une comédie musicale, le Drama League Award pour sa performance distingué et le Drama Desk Award de la Meilleure Actrice dans une comédie musicale,,.
En 2011, elle tient le rôle d'Ivy Lynn dans la série télévisée Smash aux côtés de Debra Messing, Katharine McPhee, Christian Borle et Jack Davenport,,.
En 2012, elle apparaît dans la comédie musicale Gentlemen Prefer Blondes et dans le programme Encores!. Elle sort son premier album solo, It Happens All the Time, le 12 mars 2013.
En juillet 2015, il est annoncé que Hilty reviendrait à Broadway dans la reprise de Noises Off par la Roundabout Theatre Company, dans le rôle de Brooke Ashton. Pour sa performance, Hilty a reçu des nominations pour le Tony Award de la meilleure actrice dans un second rôle dans une pièce, le Drama Desk Award de la meilleure actrice dans un second rôle dans une pièce et le Drama League Award pour une performance remarquable,.
En 2024, Hilty joue dans l'adaptation scénique de Death Becomes Her dans le rôle de Madeline Ashton, aux côtés de Jennifer Simard, co-vedette principale, dans le rôle d'Helen Sharp. L'essai hors de la ville de la production s'est déroulé au Cadillac Palace Theatre de Chicago du 30 avril au 2 juin 2024. Hilty et Simard ont mené la production à Broadway, au Lunt-Fontanne Theatre, avec des avant-premières commençant le 23 octobre, avant l'ouverture le 21 novembre. Hilty a reçu sa deuxième nomination aux Tony pour son interprétation de Madeline.

## Vie privée
Le 2 novembre 2013, elle épouse l'acteur Brian Gallagher à Las Vegas. Le couple a deux enfants :Viola Philomena Gallagher, le 18 septembre 2014, et Ronan Laine Gallagher, le 13 mars 2017,.

## Carrière

### Broadway
| Année     | Titre                            | Rôle            | Théâtre                                        |
| --------- | -------------------------------- | --------------- | ---------------------------------------------- |
| 2005—2006 | Wicked                           | Glinda          | George Gershwin Theatre                        |
| 2006      | Vanities                         | Mary            | Mountain View Center                           |
| 2007-2008 | Wicked                           | Glinda          | Hollywood Pantages Theatre                     |
| 2009      | 9 to 5: The Musical              | Doralee Rhodes  | Marquis Theatre                                |
| 2012      | Les hommes préfèrent les blondes | Lorelei Lee     | New York City Center                           |
| 2015      | Annie du Far West                | Annie Oakley    | New York City Center                           |
| 2016      | Noises Off                       | Brooke Ashton   | American Airlines Theatre                      |
| 2018      | Little Shop of Horrors           | Audrey          | John F. Kennedy Center for the Performing Arts |
| 2024      | Death Becomes Her                | Madeline Ashton | Cadillac Palace Theatre                        |
| 2024-25   | Death Becomes Her                | Madeline Ashton | Lunt-Fontanne Theatre                          |

### Filmographie
| Année | Titre                               | Rôle                                        |
| ----- | ----------------------------------- | ------------------------------------------- |
| 2007  | Shrek le troisième                  | Blanche-Neige (voix chantée)                |
| 2007  | The Secret of the Magic Gourd       | Ms. Lee                                     |
| 2010  | What Happens Next                   | Ruthie                                      |
| 2010  | Bitter Feast                        | Peg                                         |
| 2010  | Happiest Man Alive                  | Femme                                       |
| 2011  | The Maiden and the Princess         | Maiden adulte (voix)                        |
| 2012  | Clochette et le Secret des fées     | Rosetta (voix)                              |
| 2014  | Clochette et la Fée pirate          | Rosetta (voix)                              |
| 2014  | Clochette et la Créature légendaire | Rosetta (voix)                              |
| 2014  | Legends of Oz: Dorothy's Return     | La princesse de Chine / Reine Souris (voix) |
| 2016  | L'Exception à la règle              | Sally                                       |

### Télévision
| Année       | Titre                            | Rôle                           | Notes                                                         |
| ----------- | -------------------------------- | ------------------------------ | ------------------------------------------------------------- |
| 1995        | X-Files : Aux frontières du réel | Jessica (non crédité)          | Épisode : "Irresistible"                                      |
| 2007        | La Vie de palace de Zack et Cody | Enid                           | Épisode : "The Arwin That Came to Dinner"                     |
| 2007        | The Closer                       | Michelle Edwards               | 2 épisodes                                                    |
| 2007        | Ugly Betty                       | Glinda                         | Épisode : "Something Wicked This Way Comes"                   |
| 2008        | Shark                            | Laurel Hasbrouck               | Épisode : "One Hit Wonder"                                    |
| 2009        | Les Experts                      | Kiwi Long                      | Épisode : "Deep Fried and Minty Fresh"                        |
| 2009        | Desperate Housewives             | Shayla Grove                   | Épisodes : "#5.15"; "#5.16"                                   |
| 2009        | Eli Stone                        | Cheryl                         | Épisode : "Flight Path"                                       |
| 2010        | Phinéas et Ferb                  | Aunt Tiana (voix)              | Épisode : "Just Passing Through/Candace's Big Day"            |
| 2010        | American Dad!                    | Unknown (voix)                 | Épisode : "Return of the Bling"                               |
| 2009–10     | Glenn Martin, DDS                | Unknown (voix)                 | 2 épisodes                                                    |
| 2010        | Bones                            | Julie Coyle                    | Épisode : "The Death of the Queen Bee"                        |
| 2010        | Louie                            | Heckler                        | Épisode : "Heckler/Cop Movie"                                 |
| 2011        | Melissa and Joey                 | Tiffany Longo                  | Épisodes : "#1.13"; "#1.22"                                   |
| 2011        | Les Pingouins de Madagascar      | Frances Alberta (voix)         |                                                               |
| 2011        | Clochette et le Tournoi des fées | Rosetta (voix)                 |                                                               |
| 2012        | Clochette et le Secret des fées  | Rosetta (voix)                 |                                                               |
| 2012 - 2013 | Smash                            | Ivy Lynn                       |                                                               |
| 2012        | Robot Chicken                    | Barbie / mère de Johnny (voix) | Épisode : "Poisoned by Relatives"                             |
| 2013        | Les Griffin                      | la vieille femme (voix)        |                                                               |
| depuis 2012 | Robot and Monster                | JD (voix)                      |                                                               |
| 2017        | Girlfriends' Guide to Divorce    | Charlène (voix)                | Saison 2                                                      |
| 2018        | The Good Fight                   | Holly Westfall                 | Épisode : "Day 457"                                           |
| 2018        | Santa's Boots                    | Holly                          | Téléfilm                                                      |
| 2019        | Noël dans mes montagnes          | Laney                          | Téléfilm                                                      |
| 2019        | Patsy & Loretta                  | Patsy Cline                    | Téléfilm                                                      |
| 2019-2022   | T.O.T.S.                         | K.C. le Koala (voix)           |                                                               |
| 2020        | Puppy Dog Pals                   | Marry (voix)                   | Épisodes: "Bingo & Rolly's Playcare Picnic Party/Judge Rolly" |
| 2020        | Docteur La Peluche               | Topsy Turvy Tilly (voix)       | Épisode : "Lost & Found"                                      |
| 2020-2021   | Annie et Pony                    | Beatrice (voix)                | 8 épisodes                                                    |
| 2020-2022   | Madagascar: A Little Wild        | Ziggy (voix)                   | 11 épisodes                                                   |
| 2020-2022   | Trolls: TrollsTopia              | Holly Darlin' (voix)           |                                                               |
| 2021        | Centaurworld                     | Wammawink (voix)               |                                                               |
| 2021        | Trolls: Holiday in Harmony       | Holly Darlin' (voix)           | Téléfilm                                                      |
| 2021        | Annie Live!                      | Lily St. Regis                 | Performance live                                              |
| 2022        | Chip et Patate                   | Kelsey Wu / Glep Wu (voix)     | Épisode : "Flying Chip"                                       |
| 2022        | Tuca and Bertie                  | Bee Nurse (voix)               | Épisode : "The Pain Garden"                                   |
| 2024        | The Pradeeps of Pittsburgh       | Janice Mills                   | 8 épisodes                                                    |

## Awards and nominations
| Année | Récompense | Œuvre                           | Résultat   |
| ----- | --- | ------------------------------- | ---------- |
| 2006  | Broadway.com Audience Award for Favorite Female Replacement                                                   | Wicked                          | Nomination |
| 2009  | Drama Desk Award for Outstanding Actress in a Musical                                                         | 9 to 5: The Musical             | Nomination |
| 2009  | Drama League Award for Distinguished Performance                                                              | 9 to 5: The Musical             | Nomination |
| 2009  | Outer Critics Circle Award for Outstanding Actress in a Musical                                               | 9 to 5: The Musical             | Nomination |
| 2009  | Broadway.com Audience Award for Favorite Actress in a Musical                                                 | 9 to 5: The Musical             | Nomination |
| 2013  | Dorian Award for TV Musical Performance of the Year                                                           | "Let Me Be Your Star" de Smash  | Nomination |
| 2013  | Behind the Voice Actors Award for Best Vocal Ensemble in a New Television Series                              | Robot and Monster               | Nomination |
| 2013  | Behind the Voice Actors Award for Best Vocal Ensemble in a TV Special/Direct-to-DVD Title or Theatrical Short | Clochette et le Secret des fées | Nomination |
| 2015  | Behind the Voice Actors Award for Best Vocal Ensemble in a TV Special/Direct-to-DVD Title or Theatrical Short | Clochette et la Fée pirate      | Nomination |
| 2015  | Behind the Voice Actors Award for Best Female Vocal Performance in a Feature Film in a Supporting Role        | Legends of Oz: Dorothy's Return | Nomination |
| 2016  | Broadway.com Audience Award for Favorite Featured Actress in a Play                                           | Noises Off                      | Lauréat    |
| 2016  | Tony Award for Best Featured Actress in a Play                                                                | Noises Off                      | Nomination |
| 2016  | Drama Desk Award for Outstanding Featured Actress in a Play                                                   | Noises Off                      | Nomination |
| 2016  | Drama League Award for Distinguished Performance                                                              | Noises Off                      | Nomination |
| 2025  | Tony Award de la meilleure actrice dans une comédie musicale                                                  | Death Becomes Her               | nom        |
| 2025  | Drama League Award distinguished Performance                                                                  | Death Becomes Her               | nom        |
| 2025  | Broadway.com Audience Award Favorite Leading Actress in a Musical                                             | Death Becomes Her               | nom        |
| 2025  | Broadway.com Audience Award Favorite Diva Performance                                                         | Death Becomes Her               | nom        |
| 2025  | Broadway.com Audience Award Favorite Funny Performance                                                        | Death Becomes Her               | nom        |
| 2025  | Broadway.com Audience Award Favorite Onstage Pair (avec Jennifer Simard)                                      | Death Becomes Her               | won        |
| 2025  | Broadway.com Audience Award Performance of the Year (Musical)                                                 | Death Becomes Her               | won        |